# 文明與愚昧的衝突
《文明與愚昧的衝突》係季紅真所作當代文學批評集，1986年11月浙江文藝出版社出版，謝冕作序。內收1982年5月至1985年9月的評論文章17篇，其中〈文明與愚昧的衝突：論新時期小說的基本主題〉係作者碩士論文。
〈文明與愚昧的衝突：論新時期小說的基本主題〉分上下兩篇。上篇對改革開放時期小說主題由表及裡的演進過程做縱向考察，揭示其“從社會政治批判到民族文化的思考”的運行軌跡，把社會政治批判歸納為“政治文化的反叛”、“政治經濟的思考”、“政治歷史的反映”三個階段的演進，把民族文化的思考歸納為“社會倫理的主題”、“社會心理的主題”、“社會風習的主題”三個階段的演進。下篇通過橫向比較，對小說主題演進到對“民族文化的反思”後小說主題意向交錯狀態的研究，把這一狀態概括為“四個基本的意向群落”，即“對變動的現實關係的態度”、“對傳統的態度”、“對歷史的態度”和“對自然的態度”。整篇論文從“大文化”角度入手，力求對改革開放小說的發展做宏觀的整體性把握，發表後受到文學界普遍好評。
該書其餘論文則是對具體作家或某類作品的評論，如張潔、汪曾祺、高曉聲、張承志、張賢亮、阿城等。